# Viburnum erosum
Viburnum erosum är en desmeknoppsväxtart som beskrevs av Carl Peter Thunberg. Viburnum erosum ingår i släktet olvonsläktet, och familjen desmeknoppsväxter.

## Underarter
Arten delas in i följande underarter:
- V. e. taquetii
- V. e. vegetum

## Bildgalleri

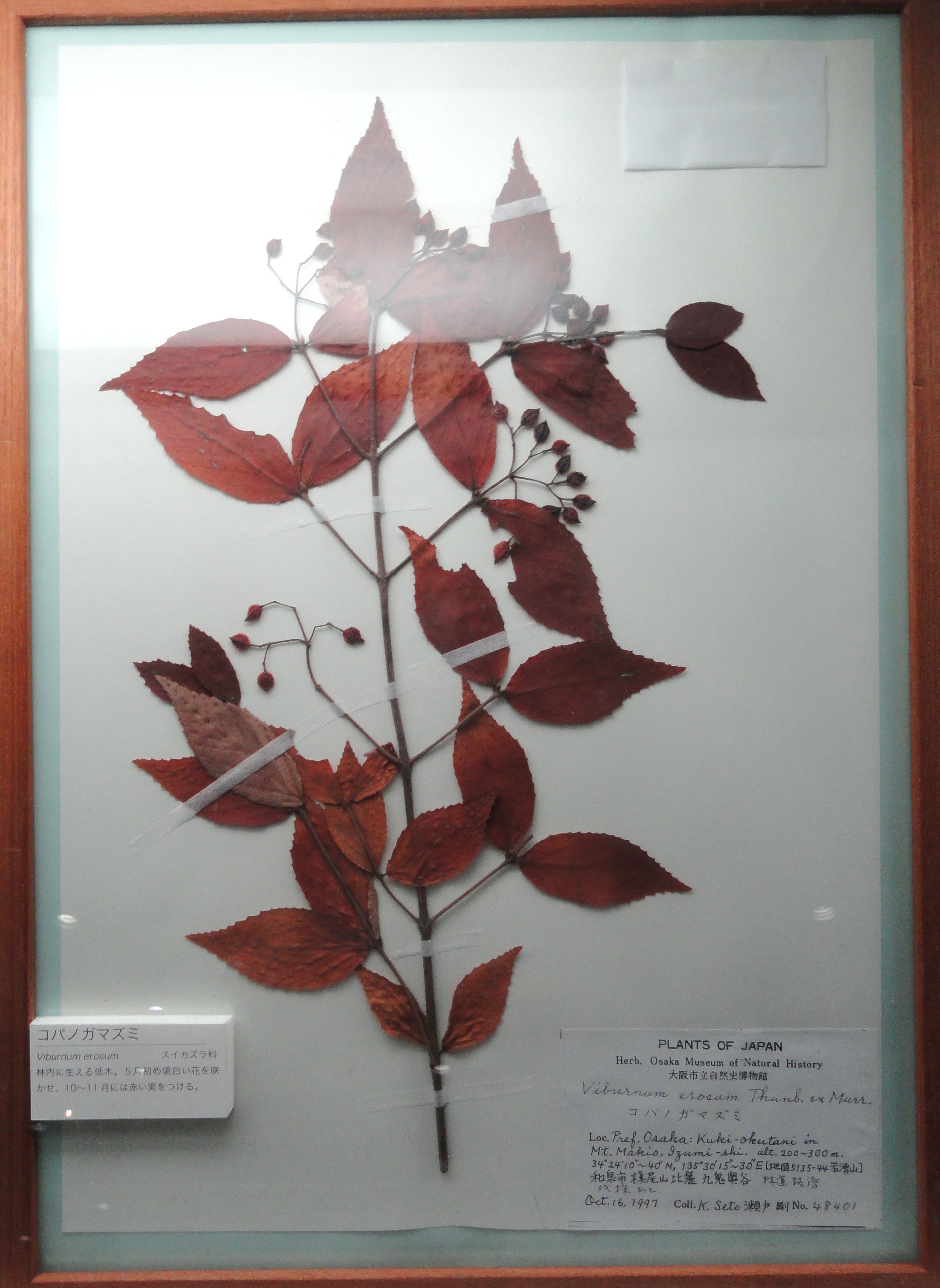
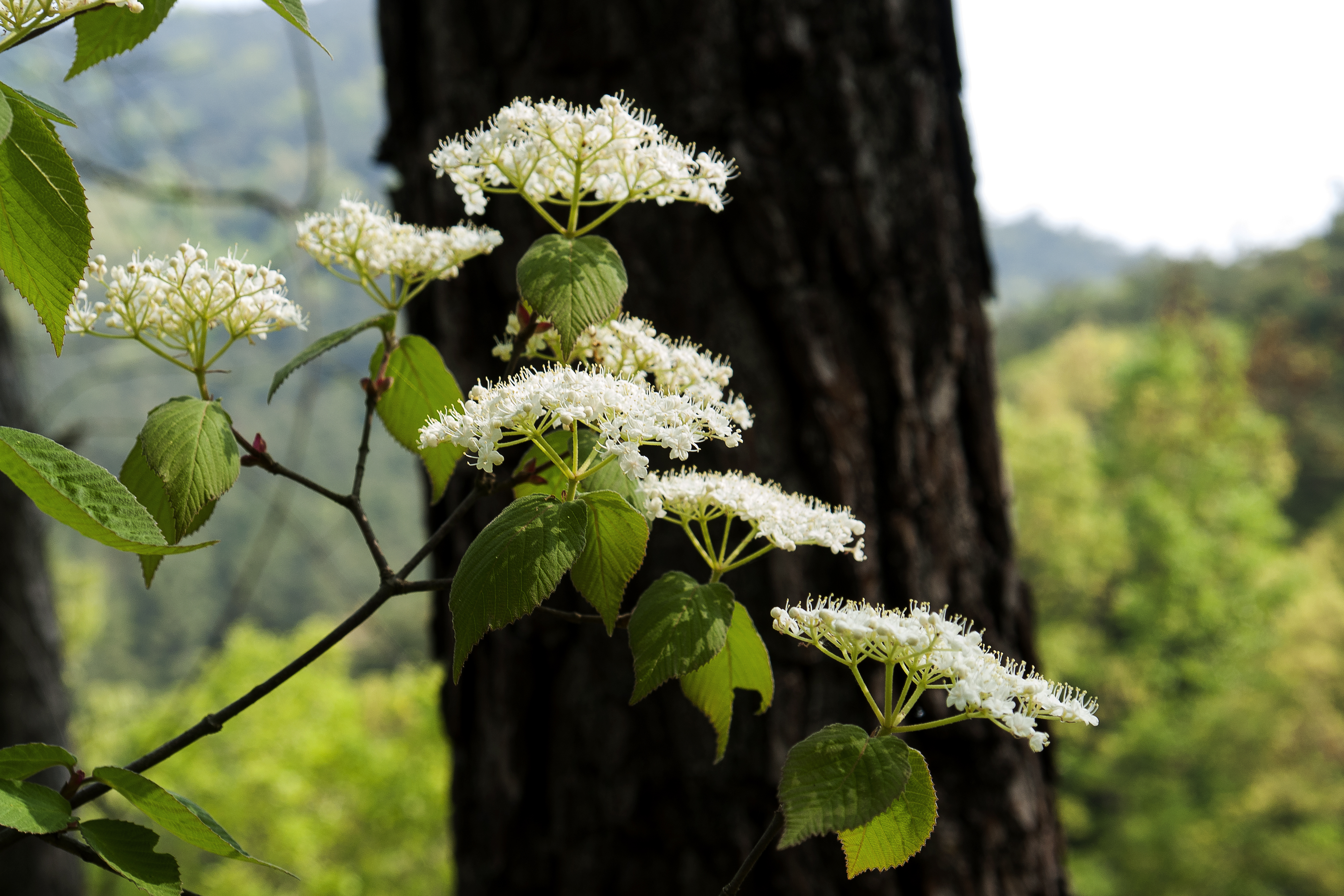
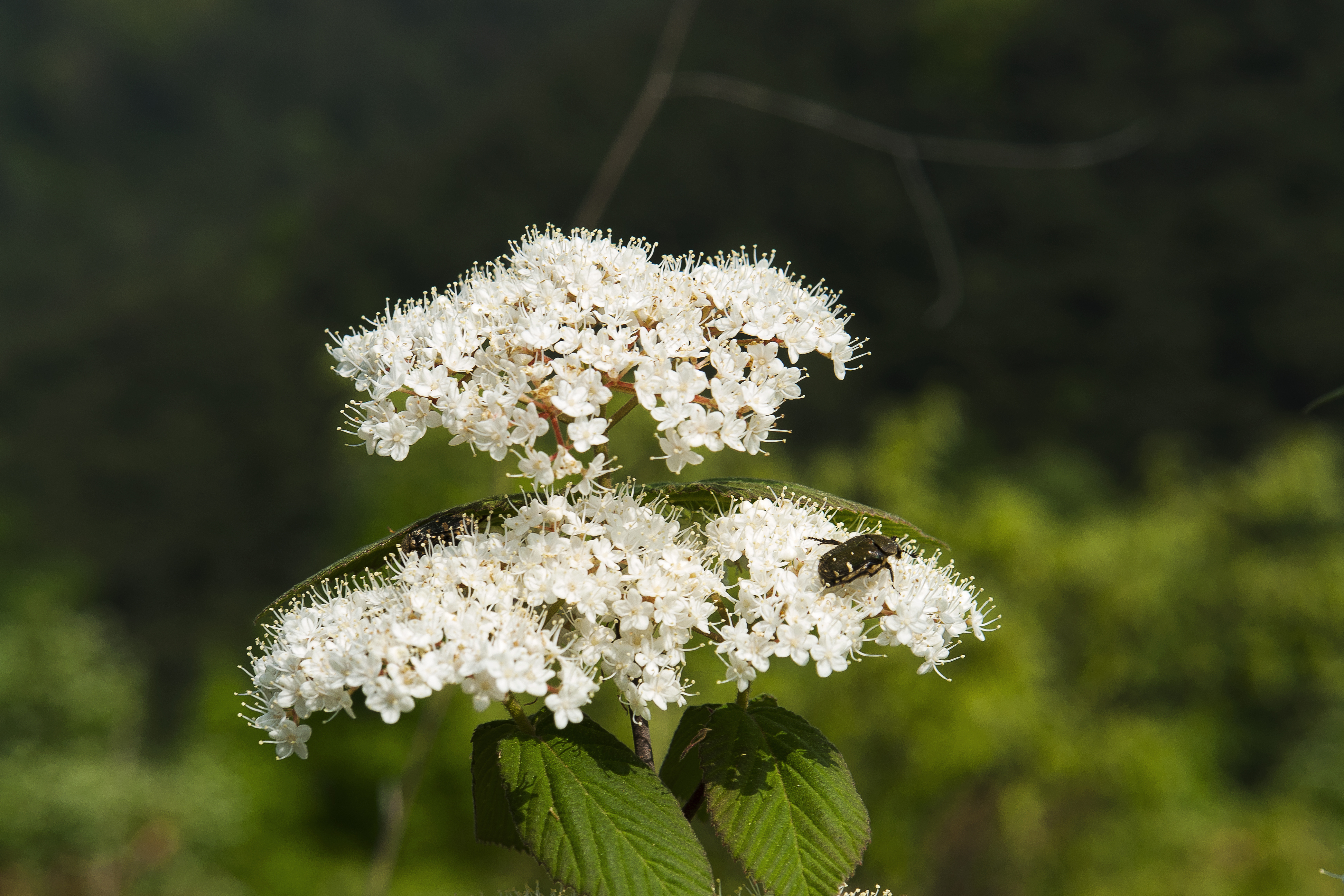
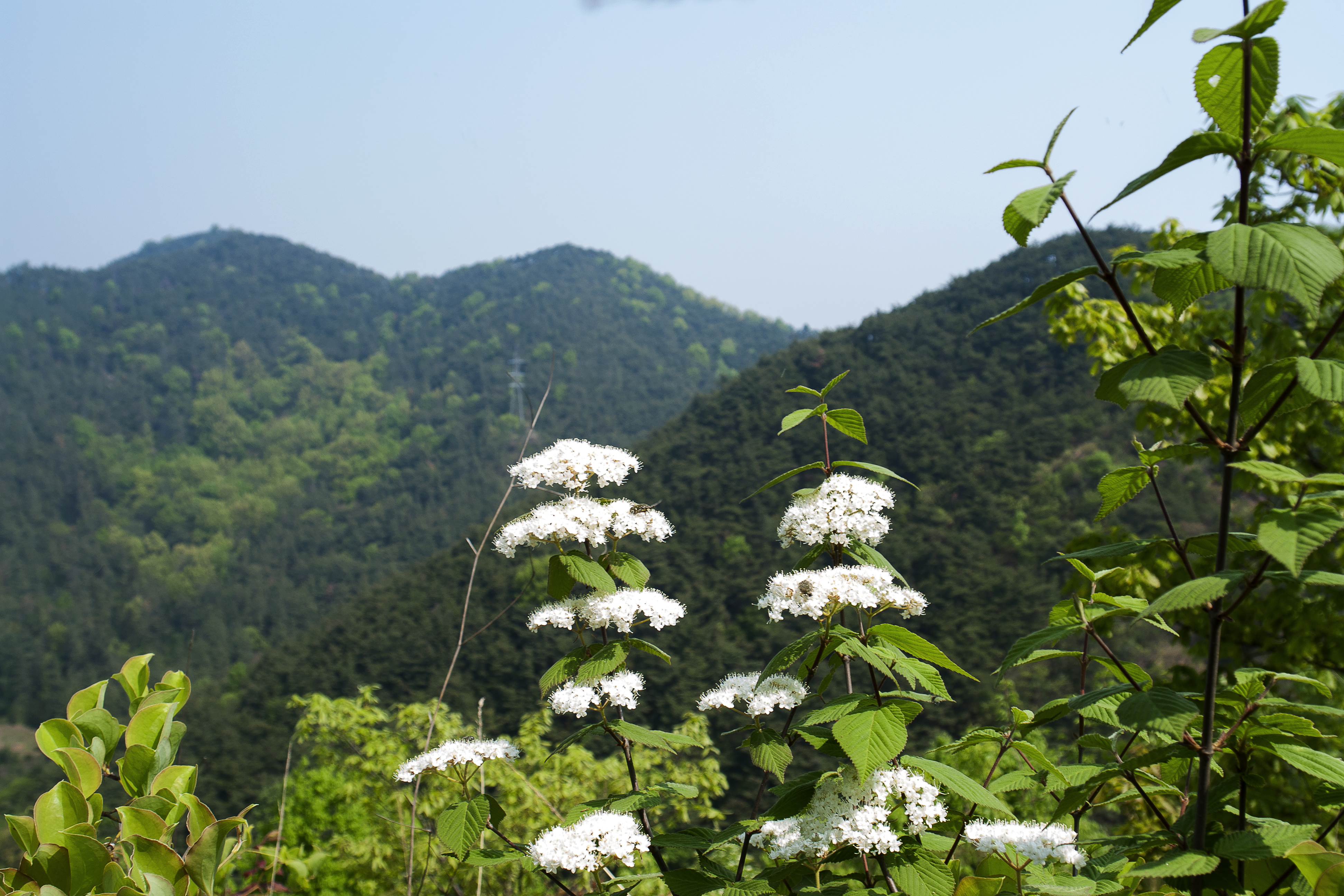
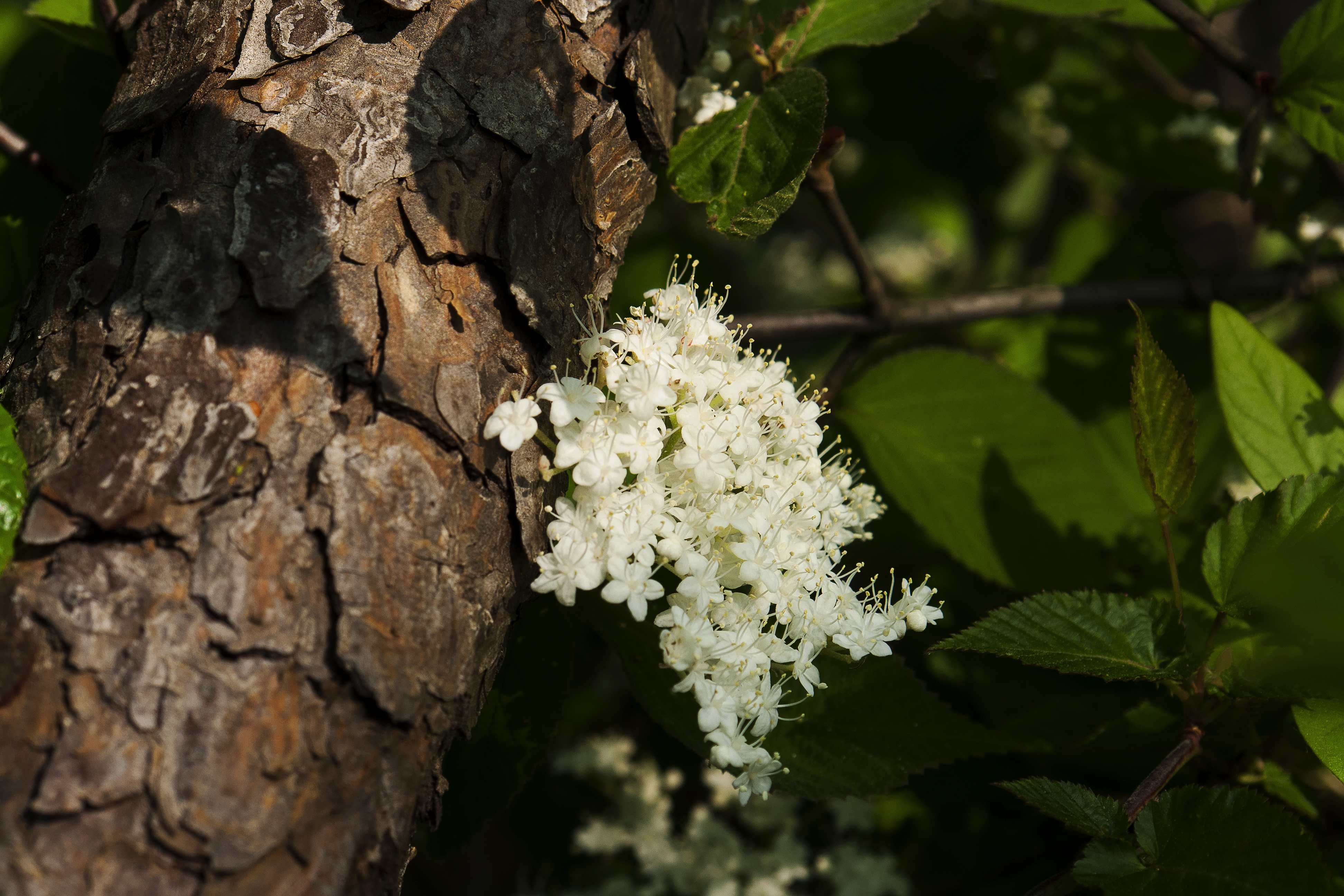
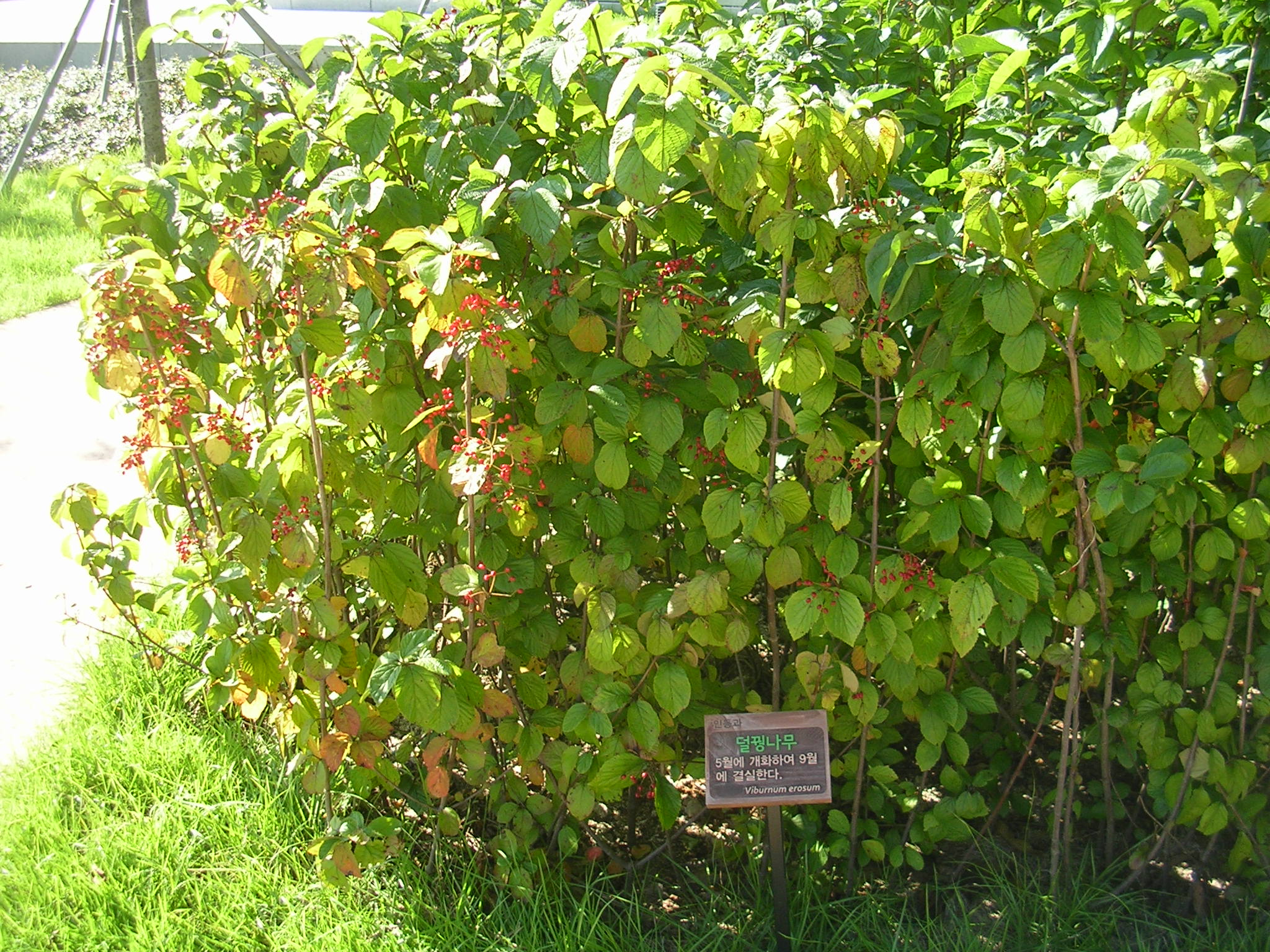